# 卡斯泰勒萨拉赞
卡斯泰勒萨拉赞（法語：Castel-Sarrazin，法語發音：[kastɛl saʁazɛ̃]）是法国朗德省的一个市镇，位于该省南部，属于达克斯区。

## 地理
卡斯泰勒萨拉赞（43°37'10"N, 0°46'49"W）面积12.01 平方千米，位于法国新阿基坦大区朗德省，该省份为法国西南部沿海省份，是法國本土面积第二大的省，北起吉倫特省，西临大西洋，南至大西洋比利牛斯省，东临热尔省，东北与洛特-加龍省接壤。
与卡斯泰勒萨拉赞接壤的市镇（或旧市镇、城区）包括：巴斯泰讷、阿穆、阿尔萨格、栋扎克、戈雅克、波马雷兹、蒂勒。
卡斯泰勒萨拉赞的时区为UTC+01:00、UTC+02:00（夏令时）。

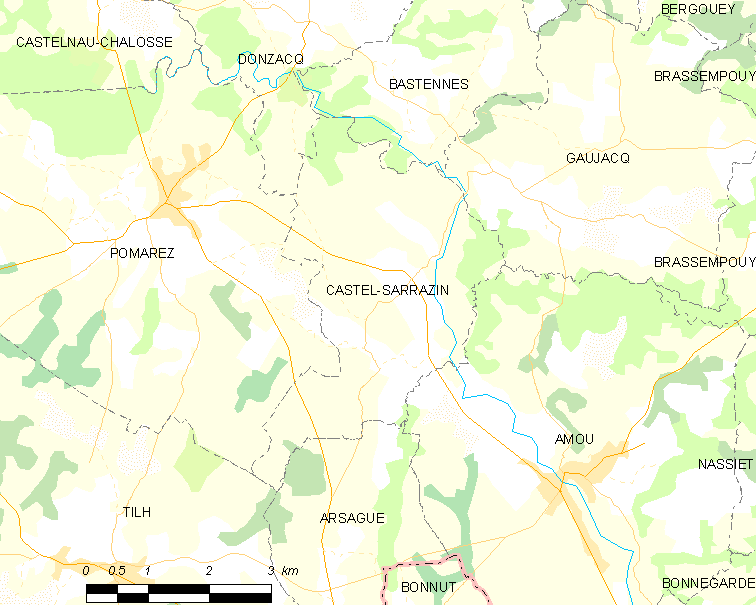
卡斯泰勒萨拉赞的OSM定位图

## 行政
卡斯泰勒萨拉赞的邮政编码为40330，INSEE市镇编码为40074。

## 政治
卡斯泰勒萨拉赞所属的省级选区为沙洛斯山坡县。

## 交通
朗德省省道D15线和D399线在镇中心交汇，D7线经过境内西南部。

## 人口

1962-2008年间卡斯泰勒萨拉赞人口变化图示

卡斯泰勒萨拉赞于2022年1月1日时的人口数量为576人。